# Прядун Максим Олександрович
Максим Олександрович Прядун (17 лютого 1997, Умань, Черкаська область) — український футболіст, нападник камбоджійського клубу «Пномпень Краун».

## Біографія
У чемпіонаті ДЮФЛ України виступав за кіровоградський «Олімпік» (16 ігор, 2 голи) та маріупольський «Іллічівець» (42 гри, 14 голів). У 2014 році підписав з «Іллічівцем» професійний контракт, однак виступав тільки за юнацьку (9 ігор, 1 гол) і молодіжну (19 ігор, 1 гол) команди клубу. Незважаючи на те, що взимку 2015 року Прядун відправився на передсезонні збори з основною командою маріупольців, де став найкращим бомбардиром команди, в Прем'єр-Лізі на полі він так жодного разу і не з'явився. Через рік перейшов у полтавську «Ворсклу», де також грав тільки за юнацький і молодіжний склади.
Починаючи з зими 2017 року — гравець кропивницької «Зірки». Дебютував за основну команду клубу 20 травня 2017 року, на 86-й хвилині домашнього матчу проти «Волині» замінивши Адерінсолу Есеолу. Через один тур вийшов в основі і відзначився голом, забитим у ворота львівських «Карпат». Загалом за півтора року провів за клуб 24 матчі в Прем'єр-лізі і забив 5 голів, втім за підсумками сезону 2017/18 клуб покинув елітний дивізіон.
На початку вересня 2018 року підписав контракт з київським «Арсеналом», за молодіжну команду якого провів 4 матчі та забив один гол.
Наприкінці весни 2019 року був на перегляді в іспанському «Еркулесі», але трансфер так і не відбувся.
2 вересня 2019 року став гравцем харківського «Металіста 1925». Дебютував за «жовто-синіх» вже 4 вересня, вийшовши на поле на 66-ій хвилині матчу «Гірник-Спорт» — «Металіст 1925» (1:2) замість Сергія Давидова. 20 січня 2020 року покинув харківський клуб.
У лютому 2020 року підписав контракт з клубом «Локомотив» (Єреван), одним з лідерів другого дивізіону чемпіонату Вірменії.
Влітку 2023 року перейшов до черкаського ЛНЗ.